# Spirit (Depeche Mode)
| Recensione | Giudizio |
| ---------- | -------- |
| AllMusic   |          |
| Pitchfork  |          |

Spirit è il quattordicesimo album in studio del gruppo musicale britannico Depeche Mode, pubblicato il 17 marzo 2017 dalla Columbia Records.

## Descrizione
L'album risulta più pesante rispetto ai precedenti Sounds of the Universe e Delta Machine, presentando uno stile vicino a Playing the Angel. Dal punto di vista dei testi, invece, Martin Gore ha proposto tematiche sociali e politiche, puntando il dito contro la disinformazione, i leader fuorvianti, l'esitazione apatica o i lettori non istruiti (evidente in The Worst Crime) o paragonando la mentalità delle persone a quella degli uomini delle caverne (Going Backwards). Il cantante Dave Gahan ha contribuito alla stesura di You Move, Cover Me, Poison Heart e No More (This Is the Last Time).
Per la prima volta la produzione non è stata affidata a Ben Hillier (responsabile dei tre album precedenti) bensì a James Ford dei Simian Mobile Disco. Spirit rappresenta inoltre l'ultimo album inciso con Andy Fletcher prima della sua morte avvenuta nel 2022.

## Promozione

### Tour
L'11 ottobre 2016 il gruppo ha annunciato i vari dettagli relativi all'album insieme al Global Spirit Tour, tournée mondiale svoltasi tra il 2017 e il 2018 e articolata su sei tappe. È partito inizialmente in Europa il 5 maggio 2017 da Stoccolma, con ultima data nella città rumena di Cluj-Napoca il 23 luglio, per poi spotarsi in Nord America tra il 23 agosto e il 28 ottobre 2017.
Il trio è tornato in Europa tra novembre 2017 e febbraio 2018, per poi spostarsi a marzo in America Latina e tra maggio e giugno in Nord America e infine tra giugno e luglio nuovamente in Europa. Dalle due date conclusive di Berlino è stato realizzato il film Depeche Mode: Spirits in the Forest, distribuito nelle sale cinematografiche a novembre 2019; nel 2020 è stato commercializzato anche su doppio DVD/Blu-ray Disc, oltre a un'edizione speciale con due CD bonus.

## Tracce
Testi e musiche di Martin L. Gore, eccetto dove indicato.
1. Going Backwards – 5:42
2. Where's the Revolution – 4:59
3. The Worst Crime – 3:48
4. Scum – 3:14
5. You Move – 3:49 (Martin L. Gore, Dave Gahan)
6. Cover Me – 4:51 (Dave Gahan, Peter Gordeno, Christian Eigner)
7. Eternal – 2:24
8. Poison Heart – 3:17 (Dave Gahan, Peter Gordeno, Christian Eigner)
9. So Much Love – 4:29
10. Poorman – 4:25
11. No More (This Is the Last Time) – 3:13 (Dave Gahan, Kurt Uenala)
12. Fail – 5:07

Jungle Spirit Mixes – CD bonus nell'edizione deluxe
1. Cover Me (Alt Out) – 4:27 (Dave Gahan, Peter Gordeno, Christian Eigner)
2. Scum (Frenetic Mix) – 5:26
3. Poison Heart (Tripped Mix) – 4:16 (Dave Gahan, Peter Gordeno, Christian Eigner)
4. Fail (Cinematic Cut) – 5:38
5. So Much Love (Machine Mix) – 7:20

## Formazione
Hanno partecipato alle registrazioni, secondo le note di copertina:
Gruppo
- Andy Fletcher – strumentazione, voce
- Dave Gahan – voce principale
- Martin L. Gore – strumentazione, voce, voce principale (tracce 7 e 12)

Altri musicisti
- Matrixxman – programmazione
- Kurt Uenala – programmazione, basso elettrico (tracce 8 e 11)
- James Ford – batteria (eccetto traccia 7), pedal steel guitar (traccia 6)

Produzione
- James Ford – produzione, missaggio
- Jimmy Robertson – ingegneria del suono, assistenza al missaggio
- Connor Long – assistenza tecnica
- Oscar Munoz – assistenza tecnica
- David Schaeman – assistenza tecnica
- Brendan Morawski – assistenza tecnica, assistenza al missaggio
- Brian Lucey – mastering
- Anton Corbijn – copertina, grafica, direzione artistica, design
- SMEL – design

## Classifiche

### Classifiche settimanali
| Classifica (2017)         | Posizione massima |
| ------------------------- | ----------------- |
| Australia                 | 14                |
| Austria                   | 1                 |
| Belgio (Fiandre)          | 2                 |
| Belgio (Vallonia)         | 1                 |
| Canada                    | 4                 |
| Danimarca                 | 4                 |
| Finlandia                 | 5                 |
| Francia                   | 1                 |
| Germania                  | 1                 |
| Grecia                    | 2                 |
| Italia                    | 1                 |
| Norvegia                  | 7                 |
| Nuova Zelanda             | 32                |
| Paesi Bassi               | 4                 |
| Polonia                   | 1                 |
| Portogallo                | 1                 |
| Regno Unito               | 5                 |
| Repubblica Ceca           | 1                 |
| Spagna                    | 2                 |
| Stati Uniti               | 5                 |
| Stati Uniti (alternative) | 1                 |
| Stati Uniti (rock)        | 1                 |
| Svezia                    | 3                 |
| Svizzera                  | 1                 |
| Ungheria                  | 1                 |

### Classifiche di fine anno
| Classifica (2017) | Posizione |
| ----------------- | --------- |
| Croazia           | 10        |